# Сухопутные войска Союзной Республики Югославии
Сухопутные войска Союзной Республики Югославии (серб. Копнена војска) — наземный компонент армии «малой Югославии». Были созданы в мае 1992 года из тех частей Югославской народной армии, которые в тот момент находились на территории Сербии и Черногории. Сухопутные войска насчитывали около 85 000 солдат и офицеров и были оснащены техникой, оставшейся от ЮНА. Сухопутные войска СРЮ были основой военной мощи страны. Участвовали в Косовской войне, войне НАТО против Югославии и конфликте в Прешевской долине.

## Структура
Сухопутные войска состояли из армий, корпусов, бригад и т.д. Всего было три армии и шесть корпусов с отдельным белградским округом. Каждый корпус включал в себя значительное количество бригад и других подразделений. До 1994 года существовал ещё Лесковацкий корпус, однако он был расформирован, а его подразделения и зона ответственности перешли к Нишскому корпусу. В 1999 году армейская структура выглядела следующим образом:
- 1-я армия. Штаб в Белграде под командованием генерала Срболюба Трайковича[1]. Отвечала за Воеводину, Белград и Центральную Сербию. В своём составе имела Белградский округ, Новисадский и Крагуевацкий корпуса, а также другие подразделения.
- 2-я армия. Штаб в Подгорице под командованием генерала Милорада Обрадовича[1]. Отвечала за Черногорию и юго-запад Сербии. В своём составе имела Подгорицкий и Ужицкий корпуса, а также другие подразделения.
- 3-я армия. Штаб в Нише под командованием генерала Небойши Павковича[1]. Отвечала за юг Сербии и Косово и Метохию. В своём составе имела Нишский и Приштинский корпуса, а также другие подразделения.

## Техника и оснащение
Сухопутные войска СРЮ были оснащены тем оружием, что осталось от ЮНА. После Дейтонского соглашения армия сократила количество вооружений.

### Бронетехника
- М-84
- Т-72
- Т-55
- М36 Jackson
- ВТ-55А
- ЈВБТ-55А
- WZT-2
- М-84АВI
- БМП М-80
- БТР М-60
- БТР-50ПК
- МТ-ЛБ
- BOV
- БРДМ-2

### Зенитные самоходные установки
| ЗСУ  | ЗСУ          | ЗСУ        |
| Фото | Название     | Количество |
| ---- | ------------ | ---------- |
|      | БОВ-3        | 65         |
|      | М53/59 Прага | Неизвестно |
|      | ЗСУ-57-2     | 54         |

### Артиллерия
| Буксируемая артиллерия | Буксируемая артиллерия      | Буксируемая артиллерия |
| Файл                   | Название                    | Количество             |
| ---------------------- | --------------------------- | ---------------------- |
|                        | М48 горное орудие           | Неизвестно             |
|                        | М-56 105-мм                 | Около 170              |
|                        | Д-30 122-мм                 | Больше 300             |
|                        | М-46 130-мм                 | Около 180              |
|                        | Гаубица НОРА-А 152мм 130-мм | Больше 30              |
| РСЗО                   |                             |                        |
| Фото                   | Название                    | Количество             |
|                        | СВЛР М63 «Пламен»           | Более 200              |
|                        | СВЛР М77 «Огань»            | Более 130              |
|                        | СВЛР М87 «Оркан»            | 4                      |
| Минометы               |                             |                        |
| Фото                   | Название                    | Количество             |
|                        | М69 82-мм                   | 1700                   |
|                        | М74/75 120-мм               | 560                    |